# Melrose (Wisconsin)
Melrose es una villa ubicada en el condado de Jackson en el estado estadounidense de Wisconsin. En el Censo de 2010 tenía una población de 503 habitantes y una densidad poblacional de 232,03 personas por km².

## Geografía
Según la Oficina del Censo de los Estados Unidos, Melrose tiene una superficie total de 2.17 km², de la cual 2.08 km² corresponden a tierra firme y (3.82%) 0.08 km² es agua.

## Demografía
Según el censo de 2010, había 503 personas residiendo en Melrose. La densidad de población era de 232,03 hab./km². De los 503 habitantes, Melrose estaba compuesto por el 97.02% blancos, el 0.2% eran afroamericanos, el 0.2% eran amerindios, el 0.2% eran asiáticos, el 0.6% eran isleños del Pacífico, el 1.59% eran de otras razas y el 0.2% pertenecían a dos o más razas. Del total de la población el 1.79% eran hispanos o latinos de cualquier raza.